# Liste von Sakralbauten im Saalekreis
Die Liste von Sakralbauten im Saalekreis gibt eine möglichst vollständige Übersicht der im Saalekreis im Südosten des Landes Sachsen-Anhalt vorhandenen relevanten Kirchengebäude mit ihrem Status, Adresse, Koordinaten und einer Ansicht (Stand Februar 2023).

## Kapellen
| Artikel                     | Beschreibung                                                                             | Gemeinde                | Ortsteil   | Bild           | Koordinaten                  |
| --------------------------- | ---------------------------------------------------------------------------------------- | ----------------------- | ---------- | -------------- | ---------------------------- |
| Alte Kapelle (Petersberg)   | Ruine einer romanischen Kapelle aus der Zeit um 1100                                     | Petersberg              | Petersberg | weitere Bilder | 51° 35′ 48″ N, 11° 57′ 12″ O |
| Annenkapelle (Kötschlitz)   | Kleiner Rechteckbau mit dreiseitigem Schluss, inschriftlich 1516                         | Leuna                   | Kötschlitz | weitere Bilder | 51° 21′ 18″ N, 12° 10′ 13″ O |
| Burgkapelle Querfurt        | Romanische, gotisch umgebaute Kapelle über Kreuzgrundriss, ab 1162 mit späteren Umbauten | Querfurt                | Querfurt   |                | 51° 22′ 37″ N, 11° 35′ 38″ O |
| Friedhofskapelle (Frößnitz) | Neuromanische Kapelle Anfang 19. Jh.                                                     | Petersberg (Petersberg) | Frößnitz   |                | 51° 35′ 7″ N, 11° 56′ 37″ O  |
| Friedhofskapelle (Klepzig)  | Zentralbau mit Kuppel, neoromanisch, 1892                                                | Landsberg               | Klepzig    | Klepzig        | 51° 28′ 54″ N, 12° 7′ 17″ O  |
| Friedhofskapelle Merseburg  | Schlichter flachgedeckter Saal 1613 mit romanischer Bauplastik                           | Merseburg               | Merseburg  |                | 51° 21′ 2″ N, 11° 59′ 48″ O  |
| Friedhofskirche Querfurt    | Barocke Friedhofskapelle auf dem Friedhof (Querfurt)                                     | Querfurt                | Querfurt   | weitere Bilder | 51° 22′ 53″ N, 11° 35′ 50″ O |
| Templerkapelle (Mücheln)    | Neubau als frühgotische Saalkirche zwischen 1260/80                                      | Wettin-Löbejün          | Mücheln    | weitere Bilder | 51° 34′ 33″ N, 11° 49′ 39″ O |

## Kirchengebäude
| Artikel                                                      | Beschreibung | Gemeinde            | Ortsteil          | Bild           | Koordinaten                  |
| ------------------------------------------------------------ | --- | ------------------- | ----------------- | -------------- | ---------------------------- |
| Bethaus Salzmünde                                            | Ehemaliger Kirchsaal im Obergeschoss eines zweigeschossigen Bauwerks im Rundbogenstil, heute profaniert                                                                                     | Salzatal            | Salzmünde         | weitere Bilder | 51° 31′ 32″ N, 11° 49′ 44″ O |
| Chorturmkirche (Sylbitz)                                     | Einschiffige Kirche mit Chorturm und Apsis aus dem 2. V. 13. Jh. | Petersberg          | Sylbitz           | weitere Bilder | 51° 34′ 40″ N, 11° 54′ 36″ O |
| Christ-König-Kirche (Leuna)                                  | Katholische Kirche im Stil des Neuen Bauens von 1929/30 | Leuna               | Leuna             | weitere Bilder | 51° 19′ 26″ N, 12° 1′ 51″ O  |
| Dorfkirche Almsdorf                                          | Ruine einer rechteckigen Saalkirche aus Feldstein mit Westturm, urspr. 13. Jh., im 14. Jh. und in nachmittelalterlicher Zeit verändert                                                      | Mücheln             | Almsdorf          | weitere Bilder | 51° 15′ 32″ N, 11° 51′ 43″ O |
| Dorfkirche Bennstedt                                         | Einschiffige Chorturmkirche, im Kern 1. H. 13. Jh. | Salzatal            | Bennstedt         | weitere Bilder | 51° 29′ 0″ N, 11° 49′ 29″ O  |
| Dorfkirche Bischdorf                                         | Bescheidene spätromanische Chorturmkirche, M. 13. Jh., 1704 umgebaut | Bad Lauchstädt      | Bischdorf         | weitere Bilder | 51° 22′ 21″ N, 11° 53′ 57″ O |
| Dorfkirche Branderoda                                        | Im Kern spätrom. Bau mit westl. Querturm, breiterem Schiff und eingezogenem Chor | Mücheln             | Branderoda        | weitere Bilder | 51° 15′ 51″ N, 11° 48′ 49″ O |
| Dorfkirche Bündorf                                           | Neuromanisches Bauwerk aus der Zeit 1870/75, zwischenzeitlich in Verfall, renoviert | Schkopau            | Bündorf           | weitere Bilder | 51° 22′ 30″ N, 11° 55′ 13″ O |
| Dorfkirche Dammendorf                                        | Ruine einer romanischen, 1745 barockisierten Kirche | Landsberg           | Dammendorf        | weitere Bilder | 51° 34′ 36″ N, 12° 7′ 46″ O  |
| Dorfkirche Daspig                                            | Kleines vermutlich romanisches Bauwerk, A. 16. Jh. und 1678 eingreifend verändert | Leuna               | Daspig            | weitere Bilder | 51° 18′ 56″ N, 12° 2′ 9″ O   |
| Dorfkirche Delitz am Berge                                   | Rechteckbauwerk mit geradem Chorschluss M. 13. Jh., barock verändert, 1951 nach Brand wiederaufgebaut                                                                                       | Bad Lauchstädt      | Delitz am Berge   | weitere Bilder | 51° 24′ 56″ N, 11° 54′ 16″ O |
| Dorfkirche Dornitz                                           | Einschiffiger Porphyrbau mit dreiseitigem Ostschluss und Westquerturm, dieser 2. H. 12. Jh.; Schiff 1864 umgebaut                                                                           | Wettin-Löbejün      | Dornitz           | weitere Bilder | 51° 38′ 21″ N, 11° 48′ 32″ O |
| Dorfkirche Drobitz                                           | Saalkirche mit eingezogenem Westquerturm, im Kern E. 13. Jh., Schiff barockisiert | Petersberg          | Drobitz           | weitere Bilder | 51° 35′ 54″ N, 11° 59′ 45″ O |
| Dorfkirche Döblitz                                           | Flachgedeckter Rechteckbau mit Westquerturm, Schiff E. 12. Jh., Turm E. 13. Jh. | Wettin-Löbejün      | Döblitz           | weitere Bilder | 51° 33′ 22″ N, 11° 49′ 45″ O |
| Dorfkirche Dößel                                             | Einschiffiger Bau mit Westquerturm, 2. H. 12. Jh., Schiff um 1500 verlängert | Wettin-Löbejün      | Dößel             | weitere Bilder | 51° 36′ 57″ N, 11° 47′ 29″ O |
| Dorfkirche Eisdorf                                           | Einschiffiger Bruchsteinbau mit Chorturm, 4. V. 13. Jh., Chor mit Dreiseitschluss spätes 15. Jh., im 17. Jh. verändert                                                                      | Teutschenthal       | Eisdorf           | weitere Bilder | 51° 27′ 45″ N, 11° 49′ 7″ O  |
| Dorfkirche Ermlitz                                           | Spätromanisches Bauwerk mit Chorturm 13. Jh., Umgestaltung nach M. 18. Jh., ab 1990 saniert                                                                                                 | Schkopau            | Ermlitz           | weitere Bilder | 51° 23′ 24″ N, 12° 9′ 40″ O  |
| Dorfkirche Friedensdorf                                      | Rechteckiger Saal mit quadratischem, oben achteckigem Westturm von 1738 | Leuna               | Friedensdorf      | weitere Bilder | 51° 21′ 5″ N, 12° 3′ 51″ O   |
| Dorfkirche Gollma                                            | Einschiffiger, barocker Saalbau 1737–41, 1998–2002 saniert, Einbau einer Winterkirche | Landsberg           | Gollma            | weitere Bilder | 51° 30′ 53″ N, 12° 10′ 2″ O  |
| Dorfkirche Görbitz                                           | Turmloser kleiner Backsteinbau 2. H. 13. Jh., Anbau im Osten spätes 19. Jh. | Wettin-Löbejün      | Görbitz           | weitere Bilder | 51° 34′ 37″ N, 11° 52′ 38″ O |
| Dorfkirche Holleben                                          | Im Kern spätromanisch, mehrfach umgebaute Saalkirche mit Turm und polygonalem Chorschluss                                                                                                   | Teutschenthal       | Holleben          | weitere Bilder | 51° 26′ 16″ N, 11° 54′ 9″ O  |
| Dorfkirche Horburg                                           | Im Kern spätgotische Saalkirche mit dreiseitigem Chorschluss, Turm 1516 | Leuna               | Horburg           | weitere Bilder | 51° 21′ 53″ N, 12° 10′ 24″ O |
| Dorfkirche Jüdendorf                                         | Ursprünglich romanische Chorturmkirche, Schiff im 18. Jh. neu an den vorhandenen Turm angebaut                                                                                              | Steigra             | Jüdendorf         | weitere Bilder | 51° 18′ 44″ N, 11° 41′ 26″ O |
| Dorfkirche Kaltenmark                                        | Profanierter einschiffiger Bruchsteinbau mit Westquerturm und eingezogenem Chor | Petersberg          | Kaltenmark        | weitere Bilder | 51° 36′ 58″ N, 11° 56′ 41″ O |
| Dorfkirche Kalzendorf                                        | Klassizistischer Neubau von 1872 | Steigra             | Kalzendorf        | weitere Bilder | 51° 18′ 7″ N, 11° 40′ 34″ O  |
| Dorfkirche Kirchfährendorf                                   | Kleines spätgot Bauwerk mit dreiseitigem Ostschluss, umgebaut 1696 und 1728, 1926/27 restauriert                                                                                            | Bad Dürrenberg      | Kirchfährendorf   | weitere Bilder | 51° 17′ 24″ N, 12° 3′ 9″ O   |
| Dorfkirche Knapendorf                                        | Kleine rechteckige Saalkirche mit quadratischem Westturm, Neubau 1734–39 | Schkopau            | Knapendorf        | weitere Bilder | 51° 22′ 32″ N, 11° 56′ 18″ O |
| Dorfkirche Kollenbey                                         | Im Kern 12./13. Jh., 1877 Westteil und Turm neu erbaut | Schkopau            | Kollenbey         | weitere Bilder | 51° 23′ 39″ N, 12° 0′ 21″ O  |
| Dorfkirche Korbetha                                          | Schlichter barocker, dreiseitig geschlossener Saalbau von 1720, Turm im Kern 13. Jh., 1723 neuer Abschluss mit Haube                                                                        | Schkopau            | Korbetha          | weitere Bilder | 51° 24′ 20″ N, 11° 57′ 37″ O |
| Dorfkirche Kösseln                                           | Im Kern romanischer Saalbau mit quadratischem, oben achteckigem Westturm mit Pyramidendach, östlicher Anbau 1798                                                                            | Wettin-Löbejün      | Kösseln           | weitere Bilder | 51° 38′ 25″ N, 11° 58′ 50″ O |
| Dorfkirche Kötzschen                                         | Rechtecksaal mit hohem Turm um 1710/30 von J. M. Hoppenhaupt | Merseburg           | Kötzschen         | weitere Bilder | 51° 19′ 34″ N, 11° 58′ 16″ O |
| Dorfkirche Krakau                                            | Kleiner Rechtecksaal mit eingezogenem Chorturm 12. Jh.; Portal und Fenster im 16. und 18. Jh. erneuert                                                                                      | Bad Lauchstädt      | Krakau            | weitere Bilder | 51° 21′ 53″ N, 11° 51′ 31″ O |
| Dorfkirche Kreypau                                           | Verputzter nachgotischer Bruchsteinbau, 1550 unter Verwendung von Bauteilen des Vorgängerbauwerks neu erbaut, barocke Ausstattung                                                           | Leuna               | Kreypau           | weitere Bilder | 51° 19′ 45″ N, 12° 2′ 32″ O  |
| Dorfkirche Krimpe                                            | Barocker Saalbau mit dreiseitigem Chorschluss 1737 unter Verwendung älterer Bauteile erbaut                                                                                                 | Salzatal            | Krimpe            | weitere Bilder | 51° 31′ 28″ N, 11° 45′ 21″ O |
| Dorfkirche Kröllwitz                                         | Beachtliches spätgotisches Bauwerk aus weitem Chor und Sakristei auf Nordseite, kurzes Schiff 2. H. 16. Jh.                                                                                 | Leuna               | Kröllwitz         | weitere Bilder | 51° 18′ 20″ N, 12° 2′ 50″ O  |
| Dorfkirche Krosigk                                           | Flachgedecktes Bauwerk mit eingezogenem Chor und Apsis, der Gründungsbau 12. Jh., nach Zerstörung 1644 und Verfall 1897 neu aufgebaut                                                       | Petersberg          | Krosigk           | weitere Bilder | 51° 36′ 31″ N, 11° 56′ 14″ O |
| Dorfkirche Kuckenburg                                        | Erweiterung eines älteren Saalbaus zu Beginn des 18. Jahrhunderts | Obhausen            | Kuckenburg        | weitere Bilder | 51° 24′ 32″ N, 11° 39′ 19″ O |
| Dorfkirche Kötzschau                                         | Im Kern spätromanische Chorturmkirche, gotisch umgebaut, danach durchgreifend barock umgebaut und neu ausgestaltet                                                                          | Leuna               | Kötzschau         | weitere Bilder | 51° 18′ 43″ N, 12° 8′ 2″ O   |
| Dorfkirche Kütten                                            | Einschiffiges Bauwerk mit dreiseitigem Chorschluss und Westquerturm des 14. Jh., Veränderungen im 18. Jh.                                                                                   | Petersberg          | Kütten            | weitere Bilder | 51° 35′ 19″ N, 12° 0′ 7″ O   |
| Dorfkirche Lettewitz                                         | Einschiffiger Bruchsteinbau mit stattlichem Westquerturm, im Kern 12. Jh., im 18. und 19. Jh. verändert                                                                                     | Wettin-Löbejün      | Lettewitz         | weitere Bilder | 51° 34′ 56″ N, 11° 51′ 36″ O |
| Dorfkirche Liederstädt                                       | Im Kern 13. Jh., im 18. Jh. umgestaltet und mit Turm und Haube versehen, 1880 erweitert und umgebaut, neue Ausstattung                                                                      | Querfurt            | Liederstädt       | weitere Bilder | 51° 18′ 32″ N, 11° 34′ 47″ O |
| Dorfkirche Lieskau                                           | Im Kern 2. H. 12. Jh., 1696 Turmneubau, nach Brand 1734 Wiederaufbau und barocke Ausstattung                                                                                                | Salzatal            | Lieskau           | weitere Bilder | 51° 30′ 15″ N, 11° 51′ 42″ O |
| Dorfkirche Lössen                                            | Umbau einer im Kern romanischen Kirche im 16. Jh., Wiederherstellung nach Kriegsschäden im 2. Weltkrieg                                                                                     | Schkopau            | Lössen            | weitere Bilder | 51° 22′ 20″ N, 12° 2′ 20″ O  |
| Dorfkirche Merkewitz                                         | Im Kern gotische Saalkirche mit spätromanischem Querturm | Petersberg          | Merkewitz         | weitere Bilder | 51° 34′ 29″ N, 11° 56′ 30″ O |
| Dorfkirche Meuschau                                          | Kleiner, im Kern romanischer Rechteckbau, barockisiert | Merseburg           | Meuschau          | weitere Bilder | 51° 21′ 54″ N, 12° 0′ 21″ O  |
| Dorfkirche Naundorf                                          | Spätromanisches Bauwerk 1210–1220, bemerkenswertes romanisches Säulenportal im Süden, nach 1400 spätgotischer Chor                                                                          | Kabelsketal         | Naundorf          | weitere Bilder | 51° 27′ 41″ N, 12° 4′ 41″ O  |
| Dorfkirche Neukirchen (Schkopau)                             | Neubau zweite Hälfte 12. Jahrhundert, später umgebaut Saalkirche mit dreiseitigem Chorschluss                                                                                               | Schkopau            | Neukirchen        | weitere Bilder | 51° 25′ 22″ N, 11° 56′ 5″ O  |
| Dorfkirche Neutz                                             | Gut erhaltener romanischer Bruchsteinbau um 1180 in vollständiger Anlage | Wettin-Löbejün      | Neutz             | weitere Bilder | 51° 36′ 24″ N, 11° 50′ 22″ O |
| Dorfkirche Niederbeuna                                       | Schlichtes neugotisches Backsteinbauwerk, wohl 19. Jh. | Merseburg           | Niederbeuna       | weitere Bilder | 51° 19′ 24″ N, 11° 57′ 24″ O |
| Dorfkirche Niederklobikau                                    | Ruine, gestreckter Saal mit dreiseitigem Ostschluss und quadratischem Westturm, Schiff von 1717 eingestürzt                                                                                 | Bad Lauchstädt      | Niederklobikau    | weitere Bilder | 51° 21′ 14″ N, 11° 50′ 44″ O |
| Dorfkirche Oberbeuna                                         | Ruine der Kirche von 1725, Turm 1743, Architekt Johann Michael Hoppenhaupt, Innenraum verwüstet, Dachstuhl 1984 abgetragen, Absturz der Turmspitze                                          | Merseburg           | Oberbeuna         | weitere Bilder | 51° 19′ 17″ N, 11° 56′ 57″ O |
| Dorfkirche Oberklobikau                                      | Saalbau mit dreiseitigem Ostschluss und Turm mit Haube von 1721 | Bad Lauchstädt      | Oberklobikau      | weitere Bilder | 51° 21′ 3″ N, 11° 49′ 57″ O  |
| Dorfkirche Pissen                                            | Gestreckt rechteckiger Saalbau mit dreiseitigem Ostschluss und quadratischem Westturm, im Kern romanisch, weitgehender gotischer und barocker Umbau                                         | Leuna               | Pissen            | weitere Bilder | 51° 19′ 30″ N, 12° 9′ 8″ O   |
| Dorfkirche Priester                                          | Einschiffiger Rechteckbau mit Westquerturm und Apsis M. 13. Jh., Umbau 1861 | Wettin-Löbejün      | Priester          | weitere Bilder | 51° 35′ 57″ N, 11° 53′ 59″ O |
| Dorfkirche Raschwitz                                         | Einschiffige Kirche mit dreiseitigem Ostschluss und Westquerturm, im Kern gotisch, 1772 verändert                                                                                           | Bad Lauchstädt      | Raschwitz         | weitere Bilder | 51° 21′ 31″ N, 11° 51′ 7″ O  |
| Dorfkirche Reipisch                                          | Ursprünglich wohl mittelalterliche Chorturmkirche, 1702, 1776 und 1878 eingreifend umgebaut                                                                                                 | Braunsbedra         | Reipisch          | weitere Bilder | 51° 19′ 6″ N, 11° 56′ 26″ O  |
| Dorfkirche Schkopau                                          | Stattlicher barocker Neubau 1732–1734, Westturm mit Haube, barocke Ausstattung | Schkopau            | Schkopau          | weitere Bilder | 51° 23′ 36″ N, 11° 58′ 58″ O |
| Dorfkirche Schladebach                                       | Rechteckbau mit Querturm, spätgotisch, 1752 nach Osten verlängert, Turm vermutlich 1511, Schiff 1528                                                                                        | Leuna               | Schladebach       | weitere Bilder | 51° 19′ 9″ N, 12° 6′ 43″ O   |
| Dorfkirche Schortau                                          | Rechtecksaal mit dreiseitigem Ostschluss und quadratischem Westturm, im Kern spätgot., Turm 1709                                                                                            | Braunsbedra         | Schortau          | weitere Bilder | 51° 16′ 37″ N, 11° 52′ 28″ O |
| Dorfkirche Schotterey                                        | Spätromanische Saalkirche mit Querturm, eingezogenem Chor und Apsis, Umbau inschr. 1489 | Bad Lauchstädt      | Schotterey        | weitere Bilder | 51° 23′ 28″ N, 11° 50′ 29″ O |
| Dorfkirche Schwittersdorf                                    | Neugotischer Neubau 1890–91 | Salzatal            | Schwittersdorf    | weitere Bilder | 51° 33′ 43″ N, 11° 42′ 25″ O |
| Dorfkirche Sietzsch                                          | Im Kern romanisch 12. Jh., 1492 Anbauten, 1719–23 barocker Umbau | Landsberg           | Sietzsch          | weitere Bilder | 51° 29′ 22″ N, 12° 10′ 36″ O |
| Dorfkirche Spergau                                           | Spätgotischer Bruchsteinbau um 1500, nach Brand Wiederaufbau des Turms 1698 und barocker Ausbau des Schiffes bis 1705                                                                       | Leuna               | Spergau           | weitere Bilder | 51° 17′ 32″ N, 12° 1′ 24″ O  |
| Dorfkirche Spielberg                                         | Romanische Chorturmkirche, Neubau des Langhauses im 18. Jh. | Querfurt            | Spielberg         | weitere Bilder | 51° 19′ 11″ N, 11° 35′ 8″ O  |
| Dorfkirche Stöbnitz                                          | Schlichter barocker Saal, der Westturm vermutl. im Kern mittelalterlich, Helm 1783. | Mücheln             | Stöbnitz          | weitere Bilder | 51° 19′ 0″ N, 11° 48′ 29″ O  |
| Dorfkirche Teuditz                                           | Mittelalterliche Chorturmkirche, im 18. Jh. barock umgebaut, Rechtecksaal mit quadratischem Ostturm                                                                                         | Bad Dürrenberg      | Teuditz           | weitere Bilder | 51° 16′ 57″ N, 12° 6′ 0″ O   |
| Dorfkirche Thalschütz                                        | Kleiner einschiffiger Rechteckbau mit dreiseitigem Ostschluss und schmalerem Westturm, im Kern romanisch, im 18. Jahrhundert umgebaut                                                       | Leuna               | Thalschütz        | weitere Bilder | 51° 17′ 42″ N, 12° 7′ 44″ O  |
| Dorfkirche Vesta                                             | Ursprünglich romanischer Saalbau mit Westquerturm, stark verändert, Turm abgebrochen, got. Chor anstelle Apsis                                                                              | Bad Dürrenberg      | Vesta             | weitere Bilder | 51° 16′ 26″ N, 12° 3′ 31″ O  |
| Dorfkirche Wallendorf                                        | Im Kern mittelalterlicher Saalbau mit dreiseitigem Chorschluss im Osten, Westquerturm 16. Jh., Barockisierung Anfang 18. Jh.                                                                | Schkopau            | Wallendorf        | weitere Bilder | 51° 21′ 35″ N, 12° 4′ 14″ O  |
| Dorfkirche Wallwitz                                          | 1869 neuromanischer Neubau nach Plänen von F. A. Stüler | Petersberg          | Wallwitz          | weitere Bilder | 51° 34′ 41″ N, 11° 55′ 55″ O |
| Dorfkirche Werderthau                                        | Barocker Neubau 1696, weitgehender Umbau um 1802, Turm 1902 | Petersberg          | Werderthau        | weitere Bilder | 51° 37′ 30″ N, 11° 59′ 57″ O |
| Dorfkirche Wils                                              | Schiff und Chor im Wesentlichen 1534, 1891 Umbau und neuer Turm | Salzatal            | Wils              | weitere Bilder | 51° 31′ 44″ N, 11° 46′ 49″ O |
| Dorfkirche Wölkau                                            | Umbau eines romanischen Vorgängerbauwerks um 1530/50, mehrfache Erneuerungen des Inneren 1679, 1754 und 1851                                                                                | Leuna               | Wölkau            | weitere Bilder | 51° 18′ 56″ N, 12° 3′ 34″ O  |
| Dorfkirche Zaschwitz                                         | In Verfall, 1966 aufgegeben | Wettin-Löbejün      | Zaschwitz         | weitere Bilder | 51° 34′ 32″ N, 11° 48′ 29″ O |
| Dorfkirche Zwebendorf                                        | Im Kern spätromanisch um 1250, Umbau und Neuausstattungen um 1740 und 1841 | Landsberg           | Zwebendorf        | weitere Bilder | 51° 30′ 1″ N, 12° 5′ 45″ O   |
| Dorfkirche Zöllschen                                         | Rechtecksaal mit abgeschrägten Ostecken und eingezogenem Westturm, Neubau 1789–90 | Bad Dürrenberg      | Zöllschen         | weitere Bilder | 51° 16′ 22″ N, 12° 7′ 6″ O   |
| Dorfkirche Zscherben                                         | Chorturmkirche 13. Jh. davon nur der Unterteil des Turms erhalten, das Schiff 1693 weitgehend erneuert                                                                                      | Merseburg           | Zscherben         | weitere Bilder | 51° 20′ 8″ N, 11° 58′ 11″ O  |
| Evangelische Dorfkirche (Angersdorf)                         | Einschiffiger Bruchsteinbau mit flachem dreiseitigem Ostschluss und Westquerturm, dieser 2. H. 12. Jh.                                                                                      | Teutschenthal       | Angersdorf        | weitere Bilder | 51° 27′ 22″ N, 11° 54′ 20″ O |
| Evangelische Dorfkirche (Krumpa)                             | Im Kern romanische Kirche mit flachem Ostschluss und Westquerturm, eingreifender Umbau 1751                                                                                                 | Braunsbedra         | Krumpa            | weitere Bilder | 51° 17′ 41″ N, 11° 50′ 45″ O |
| Evangelische Dorfkirche Schmirma                             | Um 1250 romanische Chorturmkirche, um 1500 Schiff erneuert, 1699–1708 neuer Turmabschluss und Ausstattung                                                                                   | Mücheln             | Schmirma          | weitere Bilder | 51° 18′ 55″ N, 11° 46′ 35″ O |
| Erlöserkirche (Braunsdorf)                                   | Spätromanische Kirche, Turmschaft wohl 16. Jahrhundert. Später barocker Umbau (u. a. neue Turmhaube) sowie neuromanische Umgestaltung (Apsis, Vorhalle). Orgel 1873 von Friedrich Ladegast. | Braunsbedra         | Braunsdorf        | weitere Bilder | 51° 17′ 13″ N, 11° 54′ 14″ O |
| Schlosskirche Ostrau                                         | Flachgedeckter Rechteckbau mit quadratischem, halb eingebautem Westturm um 1300, umgebaut 1689–99                                                                                           | Petersberg          | Ostrau            | weitere Bilder | 51° 37′ 1″ N, 12° 0′ 24″ O   |
| Evangelische Patronatskirche Merbitz                         | Einschiffiges Bauwerk mit quadratischem Westturm, im Kern romanisch, erneuert im frühen 18. Jh.                                                                                             | Wettin-Löbejün      | Merbitz           | weitere Bilder | 51° 36′ 47″ N, 11° 53′ 14″ O |
| Friedenskirche (Leuna)                                       | Evangelischer Kirchenneubau 1930 im Stil des Neuen Bauens | Leuna               | Leuna             | weitere Bilder | 51° 19′ 34″ N, 12° 1′ 28″ O  |
| Geiseltalsee-Kirche                                          | 1928 als katholische Herz-Jesu-Kirche erbaut, gehört seit 2006 dem Förderverein Geiseltalsee-Kirche e.V.                                                                                    | Mücheln             | Neubiendorf       |                | 51° 18′ 5″ N, 11° 49′ 50″ O  |
| Gnadenkirche Bedra                                           | Spätgotische Saalkirche mit Turmglockenstuhl von 1551. Um 1770 barock erneuert. Orgel von 1917.                                                                                             | Braunsbedra         | Bedra             | weitere Bilder | 51° 17′ 0″ N, 11° 53′ 5″ O   |
| Gnadenkirche (Ockendorf)                                     | Gotischer Saalbau. 1710–1714 durch Christian Trothe barock umgebaut. | Leuna               | Ockendorf         | weitere Bilder | 51° 19′ 57″ N, 12° 0′ 16″ O  |
| Heilig-Geist-Kirche (Querfurt)                               | Neugotischer Kirchenneubau um 1860 von Friedrich August Ritter | Querfurt            | Querfurt          | weitere Bilder | 51° 22′ 53″ N, 11° 36′ 22″ O |
| Hl. Drei Könige (Großkayna)                                  | Katholischer Kirchenneubau 1931, im Zweiten Weltkrieg zerstört und danach wiederaufgebaut                                                                                                   | Braunsbedra         | Großkayna         | weitere Bilder | 51° 17′ 32″ N, 11° 55′ 54″ O |
| Dorfkirche Dörstewitz                                        | Rechteckbau mit querrechteckigem Westturm, von 1697 | Schkopau            | Dörstewitz        | weitere Bilder | 51° 23′ 49″ N, 11° 55′ 5″ O  |
| Lutherkirche (Sankt Ulrich) (auch Schlosskirche; St. Ulrich) | Ostturmkirche, barock 1789–1794 durch Johann Wilhelm Chryselius. Orgel von Wilhelm Rühlmann.                                                                                                | Mücheln             | Sankt Ulrich      | weitere Bilder | 51° 17′ 59″ N, 11° 47′ 43″ O |
| Maria Königin (Bad Lauchstädt)                               | Neubau 1992–1994 nach Entwurf von Ralf Niebergall | Bad Lauchstädt      | Bad Lauchstädt    |                | 51° 23′ 4″ N, 11° 51′ 56″ O  |
| Marienkirche (Rothenburg)                                    | Neubau im Rundbogenstil 1840–1844 nach Entwurf von Friedrich August Stüler | Wettin-Löbejün      | Rothenburg        | weitere Bilder | 51° 38′ 46″ N, 11° 45′ 29″ O |
| Martin-Luther-Kirche (Hohenthurm)                            | Im Kern Anfang 13. Jh., Umgestaltung 1723/24 neuer Innenausbau, 1858 neuromanischer Umbau, nach Verfall in den 1970er Jahren ab 1993 renoviert                                              | Landsberg           | Hohenthurm        | weitere Bilder | 51° 31′ 21″ N, 12° 5′ 48″ O  |
| Neumarktkirche St. Thomae (Merseburg)                        | Romanische Basilika mit Stützenwechsel, 1973 profaniert und als Lager verwendet, denkmalpflegerische Sanierung für ökumenische Nutzung 1991–1995                                            | Merseburg           | Merseburg         | weitere Bilder | 51° 21′ 25″ N, 12° 0′ 13″ O  |
| Oetzscher Kirche (Nempitz)                                   | Kleiner einschiffiger Bau mit gleichbreitem Westturm, im Kern romanisch, 1735/36 erneuert und erweitert                                                                                     | Bad Dürrenberg      | Nempitz           | weitere Bilder | 51° 17′ 23″ N, 12° 9′ 1″ O   |
| Sankt-Katharina-Kirche (Plößnitz)                            | Im Kern romanisches Bruchsteinbauwerk 13. Jh., Umbauten 1505 und im 19. Jh. | Landsberg           | Plößnitz          | weitere Bilder | 51° 32′ 4″ N, 12° 3′ 40″ O   |
| Sankt-Marien-Kirche (Klepzig)                                | Urkundlich 1363 erwähnt, nach Abriss 1756 barocker Neubau, Erweiterung in den 1870er Jahren                                                                                                 | Landsberg           | Klepzig           | weitere Bilder | 51° 29′ 7″ N, 12° 7′ 15″ O   |
| St.-Micheln-Kirche (Mücheln)                                 | Romanische Saalkirche mit eingezogenem Chor und Westquerturm aus dem 13. Jh. | Mücheln             | Sankt Micheln     | weitere Bilder | 51° 17′ 44″ N, 11° 46′ 39″ O |
| St. Anna (Dieskau)                                           | Neubau 1728 der barocken Saalkirche von Schloss Dieskau | Kabelsketal         | Dieskau           | weitere Bilder | 51° 26′ 6″ N, 12° 2′ 19″ O   |
| St. Anna (Großgräfendorf)                                    | Romanische Saalkirche mit eingezogenem Chor und Westquerturm Mitte 13. Jh., Schiff spätgotisch                                                                                              | Bad Lauchstädt      | Großgräfendorf    | weitere Bilder | 51° 23′ 37″ N, 11° 49′ 6″ O  |
| St. Anna (Lochau)                                            | Barocker Neubau 1792, einheitlich frühklassizistische Ausstattung | Schkopau            | Lochau            | weitere Bilder | 51° 23′ 50″ N, 12° 3′ 3″ O   |
| St. Anna (Schkopau)                                          | 1948 als katholische Barackenkirche errichtet, 2015 profaniert | Schkopau            | Schkopau          |                | 51° 23′ 24″ N, 11° 59′ 9″ O  |
| St. Anna und St. Katharina (Gütz)                            | Im Kern romanisch, spätgotischer Chor, 1854/1886 Turmerweiterung bzw. –erhöhung, nach 1972 Verfall durch Vandalismus und Diebstahl, in den Jahren nach 1990 teilweise restauriert           | Landsberg           | Gütz              | weitere Bilder | 51° 32′ 1″ N, 12° 9′ 1″ O    |
| St. Annen (Göhlitzsch)                                       | Neubau 1261, spätgotischer Umbau 1492, Wiederaufbau nach Schäden im 2. Weltkrieg, Verfall nach 1986, danach als Ruine gesichert                                                             | Leuna               | Göhlitzsch        | weitere Bilder | 51° 19′ 21″ N, 12° 2′ 3″ O   |
| St. Barbara (Zweimen)                                        | Spätgotische, 1706 barock umgebaute und erweiterte Kirche, nach 1990 restauriert | Leuna               | Zweimen           | weitere Bilder | 51° 21′ 49″ N, 12° 8′ 13″ O  |
| St. Bartholomäus (Beuchlitz)                                 | Einschiffiger Bruchsteinbau mit polygonalem Schluss und Westturm Mitte des 15. Jh. | Teutschenthal       | Beuchlitz         | weitere Bilder | 51° 26′ 40″ N, 11° 54′ 3″ O  |
| St. Benedictus (Schochwitz)                                  | Einschiffiges Bauwerk mit romanischem Turm, gotischem Chor und klassizistisch ausgebautem Schiff                                                                                            | Salzatal            | Schochwitz        | weitere Bilder | 51° 31′ 49″ N, 11° 45′ 8″ O  |
| St. Bonifatius (Bad Dürrenberg)                              | Katholischer Kirchenneubau 1931 im Stil des Neuen Bauens | Bad Dürrenberg      | Bad Dürrenberg    | weitere Bilder | 51° 18′ 1″ N, 12° 3′ 50″ O   |
| St. Bruno von Querfurt (Langeneichstädt)                     | Katholischer Kirchenneubau 1955, 2014 profaniert | Mücheln             | Langeneichstädt   | weitere Bilder | 51° 20′ 48″ N, 11° 45′ 15″ O |
| St. Crucis (Landsberg)                                       | Romanische Doppelkapelle um 1170, Rest der Burg Landsberg, Straße der Romanik | Landsberg           | Landsberg         | weitere Bilder | 51° 31′ 33″ N, 12° 9′ 50″ O  |
| St. Cyriakus (Döcklitz)                                      | Neuromanischer Neubau 1880–84, in den Jahren nach 1970 verfallen | Obhausen            | Döcklitz          | weitere Bilder | 51° 24′ 20″ N, 11° 37′ 7″ O  |
| St. Cyriakus (Zscherben)                                     | Schiff spätgotisch um 1500, Turm um 1700 | Teutschenthal       | Zscherben         | weitere Bilder | 51° 28′ 6″ N, 11° 52′ 16″ O  |
| St. Dionys (Atzendorf)                                       | Neubau 1695 unter Verwendung älterer Teile, erneuert 1912. Rechteckbau mit Westquerturm. | Merseburg           | Atzendorf         | weitere Bilder | 51° 20′ 14″ N, 11° 57′ 28″ O |
| St. Dionysis (Trebnitz)                                      | Bruchsteinbau mit Westquerturm, im Kern romanisch, 1693 Schiff erneuert | Merseburg           | Trebnitz          | weitere Bilder | 51° 20′ 47″ N, 12° 1′ 34″ O  |
| St. Elisabeth (Zappendorf)                                   | Katholische Kirche, Neubau 1868/69 in Backstein | Salzatal            | Zappendorf        | weitere Bilder | 51° 30′ 30″ N, 11° 48′ 24″ O |
| St. Georg (Geusa)                                            | Rechteckbau mit Westquerturm, im Kern rom., in gotischer Zeit erneuert, Tonnengewölbe 1688                                                                                                  | Merseburg           | Geusa             | weitere Bilder | 51° 20′ 15″ N, 11° 56′ 16″ O |
| St. Georg (Gimritz)                                          | Neuromanische Saalkirche 1847 aus Bruchstein | Wettin-Löbejün      | Gimritz           | weitere Bilder | 51° 34′ 2″ N, 11° 52′ 6″ O   |
| St. Georg (Gödewitz)                                         | Kirchenruine nach Verfall, im Kern romanisch | Salzatal            | Gödewitz          | weitere Bilder | 51° 32′ 34″ N, 11° 48′ 8″ O  |
| St. Georg (Morl)                                             | Spätromanischer Saalbau 1. V. 13. Jh. in Bruchstein mit Westquerturm | Petersberg          | Morl              | weitere Bilder | 51° 33′ 12″ N, 11° 55′ 22″ O |
| St. Georg (Mösthinsdorf)                                     | Einschiffiger Bau mit Westquerturm, dieser A. 13. Jh., Neubau des Schiffs und Turmabschluss 1. H. 18. Jh.                                                                                   | Petersberg          | Mörthinsdorf      | weitere Bilder | 51° 38′ 19″ N, 12° 1′ 32″ O  |
| St. Georg (Nemsdorf)                                         | Barocker Neubau 1730, Turm 1793 | Nemsdorf-Göhrendorf | Nemsdorf          | weitere Bilder | 51° 21′ 49″ N, 11° 39′ 35″ O |
| St. Georg (Steigra)                                          | Einschiffiger Saalbau; weitgehender Neubau nach Zerstörung im Dreißigjährigen Krieg, Turm 1870 erneuert                                                                                     | Steigra             | Steigra           | weitere Bilder | 51° 18′ 2″ N, 11° 39′ 32″ O  |
| St. Georgi (Gatterstädt)                                     | Neubau 1853/56 in neuromanischen Formen | Querfurt            | Gatterstädt       | weitere Bilder | 51° 24′ 9″ N, 11° 32′ 41″ O  |
| St. Georg und Elisabeth (Oppin)                              | Frühgotischer Bruchsteinbau A. 13. Jh. mit Westquerturm, mehrfach umgebaut | Landsberg           | Oppin             | weitere Bilder | 51° 33′ 7″ N, 12° 2′ 1″ O    |
| St. Gotthardt (Oechlitz)                                     | Nüchterner Rechteckbau mit quadratischem Westturm, dieser mit Aufsatz, Haube und Laterne, 1754                                                                                              | Mücheln             | Oechlitz          | weitere Bilder | 51° 19′ 24″ N, 11° 45′ 47″ O |
| St. Heinrich (Neumark)                                       | Katholische Kirche, Neubau 1951 nach Kriegszerstörung | Braunsbedra         | Neumark           | weitere Bilder | 51° 17′ 41″ N, 11° 52′ 20″ O |
| St. Heinrich (Roßbach)                                       | Saalbau mit eingezogenem Ostturm, im Kern romanisch, im frühen 18. und späten 19. Jh. durchgreifend verändert                                                                               | Braunsbedra         | Roßbach           | weitere Bilder | 51° 15′ 37″ N, 11° 53′ 41″ O |
| St. Helena (Schiepzig)                                       | Im Kern Mitte 13. Jh., im 19. Jh. erweitert, 1806 nach Brand erneuert | Salzatal            | Schiepzig         | weitere Bilder | 51° 31′ 38″ N, 11° 50′ 46″ O |
| St. Jakobi (Mücheln)                                         | Im Kern romanisch, 13. Jh., barocker Neubau nach Brand 1718 | Mücheln             | Mücheln           | weitere Bilder | 51° 18′ 6″ N, 11° 48′ 20″ O  |
| St. Jacobus (Oberthau)                                       | Ruine. Urspr. holztonnengewölbter Rechtecksaal mit eingezogenem dreiseitig geschlossenem Chor                                                                                               | Schkopau            | Oberthau          | weitere Bilder | 51° 23′ 6″ N, 12° 8′ 34″ O   |
| St. Johannes (Beesenstedt)                                   | Neubau 1815 als klassizistische Kreuzkirche | Salzatal            | Beesenstedt       | weitere Bilder | 51° 34′ 12″ N, 11° 44′ 16″ O |
| St. Johannis (Dobis)                                         | Im Kern romanisch, um 1500 nach Osten erweitert, im 18. Jh. und 1908 umgebaut | Wettin-Löbejün      | Dobis             | weitere Bilder | 51° 36′ 50″ N, 11° 45′ 58″ O |
| St. Johannes (Naundorf)                                      | Historisierender Bruchsteinbau, neugotisch, mit eingezogenem Westturm, Polygonchor und Strebepfeilern, 1899                                                                                 | Salzatal            | Naundorf          | weitere Bilder | 51° 33′ 16″ N, 11° 44′ 3″ O  |
| St. Johannis (Oberwünsch)                                    | Rechteckbau mit Chorraum und Westturm aus roman. Zeit, mehrfach verändert | Mücheln             | Oberwünsch        | weitere Bilder | 51° 21′ 4″ N, 11° 46′ 48″ O  |
| St. Johannes (Pfützthal)                                     | Im Kern romanisch, einschiffiger Bruchsteinbau mit Turm in der Nordwestecke, Kirchenschiff 1688–97 umgebaut                                                                                 | Salzatal            | Pfützthal         | weitere Bilder | 51° 32′ 20″ N, 11° 49′ 9″ O  |
| St. Johannes der Evangelist (Rumpin)                         | Neubau unter Verwendung älterer Teile bis 1720, einschiffig mit Westquerturm und dreiseitigem Chorschluss                                                                                   | Salzatal            | Rumpin            | weitere Bilder | 51° 36′ 5″ N, 11° 44′ 52″ O  |
| St. Johannis (Schafstädt)                                    | Große neuromanische Saalkirche mit apsidialem Chor, 1875/76, vom Vorgänger nur der Westturm erhalten. Ladegast-Orgel III/P 33                                                               | Bad Lauchstädt      | Schafstädt        | weitere Bilder | 51° 22′ 55″ N, 11° 46′ 11″ O |
| St. Johannes (Schraplau)                                     | Gut erhaltenes Bauwerk des letzten V. 12. Jh. | Schraplau           | Schraplau         | weitere Bilder | 51° 26′ 15″ N, 11° 40′ 12″ O |
| St. Johannes der Täufer (Vitzenburg)                         | Neubau 1713–1715, Saalbau und Turm 1868 verändert | Querfurt            | Vitzenburg        | weitere Bilder | 51° 17′ 59″ N, 11° 34′ 10″ O |
| St. Johannes und Paulus (Oberfarnstädt)                      | Im Kern romanisch, gotisch umgebaut, 1883 weitgehend neu erbaut: einschiffiger Saalbau mit Westturm und polygonalem Schluss                                                                 | Farnstädt           | Oberfarnstädt     | weitere Bilder | 51° 25′ 44″ N, 11° 34′ 3″ O  |
| St. Johannis (Obhausen)                                      | Neuromanische Saalkirche mit Apsis und Westturm, 1850 | Obhausen            | Obhausen          | weitere Bilder | 51° 23′ 32″ N, 11° 39′ 4″ O  |
| St. Johannis Baptistae (Domnitz)                             | Einschiffiger Porphyrbau mit dreiseitigem Ostschluss und Westquerturm, dieser 2. H. 12. Jh., Schiff noch romanisch, später umgebaut                                                         | Wettin-Löbejün      | Domnitz           | weitere Bilder | 51° 37′ 50″ N, 11° 50′ 23″ O |
| St. Joseph (Löbejün)                                         | Katholisches Kirchengebäude in Löbejün, Neubau 1957 | Wettin-Löbejün      | Löbejün           | weitere Bilder | 51° 38′ 19″ N, 11° 54′ 33″ O |
| St. Kilian (Göhritz)                                         | Heutiges Aussehen stark von barockem Umbau geprägt. Laut Wetterfahne von 1742. | Barnstädt           | Göhritz           | weitere Bilder | 51° 20′ 33″ N, 11° 37′ 46″ O |
| St. Kilian (Gröst)                                           | Vorgänger im Dreißigjährigen Krieg schwer beschädigt. 1765 durch den Baumeister Andreas Hieselhahn. Orgel 1817 von Trampeli.                                                                | Mücheln             | Gröst             | weitere Bilder | 51° 15′ 33″ N, 11° 50′ 56″ O |
| St. Lamberti (Querfurt)                                      | Dreischiffige Hallenkirche mit eingezogenem Saalchor, 15./16. Jh., nach Brand 1684–86 erneuert                                                                                              | Querfurt            | Querfurt          | weitere Bilder | 51° 22′ 39″ N, 11° 35′ 48″ O |
| St. Laurentius (Bad Dürrenberg)                              | Gestreckter klassizistischer Saalbau mit quadrat. Turm, Neubau im Rundbogenstil 1832 | Bad Dürrenberg      | Bad Dürrenberg    | weitere Bilder | 51° 17′ 29″ N, 12° 3′ 59″ O  |
| St. Laurentius (Teutschenthal)                               | Kirche 1129 nachweisbar. Turm gotisch, Schiff (2. Hälfte 15. Jahrhundert) mehrfach (1617, M. 18. Jh.) verändert, Turm mit Welscher Haube.                                                   | Teutschenthal       | Oberteutschenthal | weitere Bilder | 51° 26′ 42″ N, 11° 47′ 32″ O |
| St. Laurentius (Trebitz)                                     | Neugotische Kirche von 1854. | Salzatal            | Trebitz           | weitere Bilder | 51° 34′ 45″ N, 11° 45′ 59″ O |
| St. Lucia und Ottilie (Höhnstedt)                            | Neugotischer Neubau um 1830, kreuzförmige Kirche mit Zentralbaucharakter und Westturm | Salzatal            | Höhnstedt         | weitere Bilder | 51° 30′ 9″ N, 11° 44′ 11″ O  |
| St. Magdalena (Langenbogen)                                  | 1822 klassizistischer Neubau des Rechtecksaals mit neuromanischem Westturm 1875 | Teutschenthal       | Langenbogen       | weitere Bilder | 51° 29′ 2″ N, 11° 46′ 31″ O  |
| St. Magnus (Albersroda)                                      | Ursprünglich spätromanische Chorturmkirche, Schiff 1838 im Rundbogenstil erneuert, wertvoller Altar                                                                                         | Steigra             | Albersroda        | weitere Bilder | 51° 17′ 2″ N, 11° 43′ 3″ O   |
| St. Marcus (Niederschmon)                                    | Turm 1791, Schiff 1842/43 im Rundbogenstil erbaut | Querfurt            | Niederschmon      | weitere Bilder | 51° 20′ 44″ N, 11° 33′ 45″ O |
| St. Margarethe (Lunstädt)                                    | Mittelalterliche Saalkirche, stark neugotisch überformt (Turm, Fenster). | Braunsbedra         | Lunstädt          | weitere Bilder | 51° 15′ 41″ N, 11° 54′ 39″ O |
| St. Maria (Köchstedt)                                        | Romanische Chorturmkirche, im Kern 2. H. 12. Jh., Chor 14. Jh., Schiff wohl im 18. Jh. erhöht                                                                                               | Teutschenthal       | Köchstedt         | weitere Bilder | 51° 28′ 27″ N, 11° 48′ 12″ O |
| St. Maria (Köllme)                                           | Im Kern romanisch, im 18./19. Jh. verändert (klassizistisches Schiff) | Salzatal            | Köllme            | weitere Bilder | 51° 29′ 51″ N, 11° 48′ 52″ O |
| St. Maria (Kriegstedt)                                       | Neuromanische Saalkirche von 1860. | Bad Lauchstädt      | Oberkriegstedt    | weitere Bilder | 51° 22′ 6″ N, 11° 52′ 42″ O  |
| St. Marien (Gröbers)                                         | Katholische Kirche; kirchliche Nutzung diverser Profangebäude | Kabelsketal         | Gröbers           | weitere Bilder | 51° 25′ 55″ N, 12° 6′ 57″ O  |
| St. Marien (Mücheln)                                         | Ehemaliges Kirchengebäude, jetzt Wohnhaus | Wettin-Löbejün      | Mücheln           | weitere Bilder |                              |
| St. Marien (Dalena)                                          | Flachgedeckter Rechteckbau mit Westquerturm (romanisch), Schiff Anfang 19. Jahrhundert erneuert                                                                                             | Wettin-Löbejün      | Dalena            | weitere Bilder | 51° 38′ 46″ N, 11° 50′ 31″ O |
| St. Marien (Gorsleben)                                       | Im Kern romanisch, Saalbau mit dreiseitigem Schluss und Westquerturm, nach 1970 zeitweise entwidmet                                                                                         | Salzatal            | Gorsleben         | weitere Bilder | 51° 32′ 23″ N, 11° 45′ 20″ O |
| St. Marien (Röglitz)                                         | Urspr. spätmittelalterliche Chorturmkirche, um 1980 aufgegeben, verfallen, seit 1992 Wiederherstellungsarbeiten                                                                             | Schkopau            | Röglitz           | weitere Bilder | 51° 23′ 56″ N, 12° 7′ 50″ O  |
| St. Marien (Schlettau)                                       | Neuromanischer Neubau 1895 | Wettin-Löbejün      | Schlettau         | weitere Bilder | 51° 39′ 14″ N, 11° 52′ 51″ O |
| St. Marien (Schwerz)                                         | Westquerturm vom romanischen Vorgängerbau, Schiff 1729 neu gebaut, 1883 renoviert | Landsberg           | Schwerz           | weitere Bilder | 51° 33′ 51″ N, 12° 8′ 8″ O   |
| St. Markus (Ziegelroda)                                      | Neubau 1814 ohne Turm, schlichter Rechteckbau | Querfurt            | Ziegelroda        | weitere Bilder | 51° 19′ 49″ N, 11° 27′ 39″ O |
| St. Martini (Frankleben)                                     | Barocker Rechteckbau mit älterem Turm, Schiff 1733/34 neu erbaut | Braunsbedra         | Frankleben        | weitere Bilder | 51° 18′ 48″ N, 11° 55′ 47″ O |
| St. Matthaei (Schnellroda)                                   | 1506 gotischer Neubau wohl unter Verwendung älterer Bauteile, 1665 und 1790 Ausstattung umgestaltet, Restaurierung 1990                                                                     | Steigra             | Schnellroda       | weitere Bilder | 51° 17′ 40″ N, 11° 42′ 42″ O |
| St. Matthäus (Leimbach)                                      | Um 1200 romanische Chorturmkirche, 1400 gotischer Umbau, Anf. 18. Jh. barockisiert, 1860 klassizistisch überformt                                                                           | Querfurt            | Leimbach          | weitere Bilder | 51° 21′ 44″ N, 11° 33′ 4″ O  |
| St. Mauritius (Teicha)                                       | Spätromanischer Bruchsteinbau E. 12./A. 13. Jh., Chorverlängerung A. 16. Jh., um 1700 barock ausgebaut                                                                                      | Petersberg          | Teicha            | weitere Bilder | 51° 33′ 34″ N, 11° 57′ 12″ O |
| St. Maximi (Merseburg)                                       | Dreischiffige Hallenkirche 1432–1501, Chor 1485, neugot. Westturm 1867–72 und Ausstattung                                                                                                   | Merseburg           | Merseburg         | weitere Bilder | 51° 21′ 20″ N, 11° 59′ 57″ O |
| St. Michael (Benkendorf)                                     | Im Kern einschiffiger romanischer Saal mit Westquerturm, 1499 Erweiterung des Schiffes, 1750 barockisiert                                                                                   | Salzatal            | Benkendorf        | weitere Bilder | 51° 30′ 58″ N, 11° 49′ 21″ O |
| St. Michael (Brachstedt)                                     | Romanischer Westquerturm A. 13. Jh., Kirchenschiff im 15. Jh. verlängert, Turmabschluss 17. Jh.                                                                                             | Petersberg          | Brachstedt        | weitere Bilder | 51° 34′ 14″ N, 12° 3′ 11″ O  |
| St. Michael (Brachwitz)                                      | Einschiffiger Bau um 1500 mit dreiseitigem Ostschluss und Westquerturm A. 13. Jh. | Wettin-Löbejün      | Brachwitz         | weitere Bilder | 51° 32′ 12″ N, 11° 52′ 18″ O |
| St. Michaelis (Grockstädt)                                   | Romanische Chorturmkirche mit gotischem Chor anstelle der Apsis. Barocker Umbau 1721 (u. a. Turm aufgestockt).                                                                              | Querfurt            | Grockstädt        | weitere Bilder | 51° 19′ 39″ N, 11° 34′ 43″ O |
| St. Moritz (Deutleben)                                       | Romanisierender Saalbau mit halbrunder Apsis und breiter Westfront mit Turm, 1846. | Wettin-Löbejün      | Deutleben         | weitere Bilder | 51° 35′ 55″ N, 11° 50′ 33″ O |
| St. Moritz (Großkugel)                                       | Um 1800 erbaut, Turm 1856 | Kabelsketal         | Großkugel         | weitere Bilder | 51° 25′ 3″ N, 12° 8′ 41″ O   |
| St. Nicolai (Braschwitz)                                     | Romanische Kirche mit Westquerturm und geradem Ostschluss, 1642 umgebaut und Veränderungen im 18./19. Jh.                                                                                   | Landsberg           | Braschwitz        | weitere Bilder | 51° 31′ 19″ N, 12° 3′ 34″ O  |
| St. Nicolai (Landsberg)                                      | Im Kern um 1200, romanischer Saal mit Apsis und Westquerturm | Landsberg           | Landsberg         | weitere Bilder | 51° 31′ 32″ N, 12° 9′ 36″ O  |
| St. Nicolai (Sennewitz)                                      | Im Kern romanischer Westquerturm, barock umgestaltetes Schiff, Turmabschluss 19. Jh. | Petersberg          | Sennewitz         | weitere Bilder | 51° 32′ 33″ N, 11° 57′ 5″ O  |
| St. Nicolai (Untermaschwitz)                                 | Romanisches Bauwerk 1. H. 13. Jh., 1731 umgebaut und Schiff erhöht. | Landsberg           | Untermaschwitz    | weitere Bilder | 51° 31′ 54″ N, 12° 1′ 59″ O  |
| St. Nikolai (Niederwünsch)                                   | Spätgotische Saalkirche von 1517. Orgel von 1872. | Mücheln             | Niederwünsch      | weitere Bilder | 51° 21′ 5″ N, 11° 47′ 56″ O  |
| St. Nikolai (Obereichstädt)                                  | Im Kern romanisches Bauwerk, gotisch überarbeitet, Turmhelm 1665 | Mücheln             | Obereichstädt     | weitere Bilder | 51° 20′ 38″ N, 11° 44′ 19″ O |
| St. Nikolai (Obhausen)                                       | Im Kern romanisch, 12. Jh., Ruine, 1969 aufgegeben | Obhausen            | Obhausen          | weitere Bilder | 51° 23′ 21″ N, 11° 38′ 58″ O |
| St. Nikolai (Rössen)                                         | Im Kern romanische Chorturmkirche, gotisch und barock überformt, Ruine | Leuna               | Rössen            | weitere Bilder | 51° 19′ 53″ N, 12° 1′ 8″ O   |
| St. Nikolai (Weißenschirmbach)                               | Im Kern gotische Chorturmkirche, barocker Umbau, barocke Orgel | Querfurt            | Weißenschirmbach  | weitere Bilder | 51° 18′ 50″ N, 11° 33′ 0″ O  |
| St. Nikolai (Wettin)                                         | Im Kern romanisch, E. 13. Jh. gotisch umgebaut, weiterer Umbau nach 1500, danach barockisiert                                                                                               | Wettin-Löbejün      | Wettin            | weitere Bilder | 51° 35′ 10″ N, 11° 48′ 20″ O |
| St. Nikolaus (Asendorf)                                      | Romanische Kirche mit eingezogenem Chor und Westquerturm, Fensteröffnungen 1869 verändert                                                                                                   | Teutschenthal       | Asendorf          | weitere Bilder | 51° 24′ 49″ N, 11° 44′ 3″ O  |
| St. Nikolaus (Gutenberg)                                     | Einschiffiger Bruchsteinbau mit dreiseitigem Schluss und Westquerturm, dieser 2. H. 13. Jh., Schiff im 14. Jh. erneuert und im 18. und 19. Jh. verändert                                    | Petersberg          | Gutenberg         | weitere Bilder | 51° 32′ 51″ N, 11° 58′ 30″ O |
| St. Nikolaus (Göhrendorf)                                    | Romanische Chorturmkirche, gotisch und 1732 barock umgebaut | Nemsdorf-Göhrendorf | Göhrendorf        | weitere Bilder | 51° 21′ 7″ N, 11° 39′ 25″ O  |
| St. Nikolaus (Kleineichstädt)                                | Romanischer Westturm im Barock aufgestockt. Chor 14. Jahrhundert, Schiff von 1701–1702. | Querfurt            | Kleineichstädt    | weitere Bilder | 51° 19′ 42″ N, 11° 32′ 57″ O |
| St. Nikolaus (Spickendorf)                                   | 1262 romanische Feldsteinkirche mit Westquerturm, Umbauten 1606 und 1728/29 | Landsberg           | Spickendorf       | weitere Bilder | 51° 32′ 59″ N, 12° 8′ 1″ O   |
| St. Norbert (Merseburg)                                      | Katholische Kirche, Neubau 1872, Wiederaufbau nach Kriegszerstörung 1954 | Merseburg           | Merseburg         | weitere Bilder | 51° 21′ 23″ N, 11° 59′ 36″ O |
| St. Pankratius (Dornstedt)                                   | Neuromanischer Neubau 1894 mit Turm des Vorgängerbauwerks | Teutschenthal       | Dornstedt         | weitere Bilder | 51° 24′ 40″ N, 11° 44′ 34″ O |
| St. Pankratius (Lodersleben)                                 | Gotischer Chor um 1518, Chorflankenturm etwa gleichzeitig, Schiff barocker Rechteckbau 1718                                                                                                 | Querfurt            | Lodersleben       | weitere Bilder | 51° 22′ 42″ N, 11° 32′ 5″ O  |
| St. Peter (Müllerdorf)                                       | Im Kern mittelalterlich, 1898 nach Brand mit Ausnahme des erhaltenen Turms neuromanisch erneuert, Turmabschluss 1970                                                                        | Salzatal            | Müllerdorf        | weitere Bilder | 51° 30′ 40″ N, 11° 47′ 22″ O |
| St. Petri (Esperstedt)                                       | Im Kern romanischer Turm, Schiff im Kern gotisch, um 1612 erweitert, nach Verfall 2007 wieder hergestellt                                                                                   | Obhausen            | Esperstedt        | weitere Bilder | 51° 25′ 28″ N, 11° 40′ 42″ O |
| St. Petri (Gatterstädt)                                      | Romanischer Saalbau im Bruchstein, mit Westquerturm | Querfurt            | Gatterstädt       | weitere Bilder | 51° 24′ 9″ N, 11° 33′ 11″ O  |
| St. Petri (Landgrafroda)                                     | Im Kern mittelalterlich, nach 1900 in barocken und Jugendstilformen erneuert | Querfurt            | Landgrafroda      | weitere Bilder | 51° 21′ 2″ N, 11° 25′ 48″ O  |
| St. Petri (Löbejün)                                          | Spätgotische Hallenkirche, Chor nach 1454, Langhaus nach 1485 bis 1520 | Wettin-Löbejün      | Löbejün           | weitere Bilder | 51° 38′ 11″ N, 11° 54′ 12″ O |
| St. Petri (Obhausen)                                         | Weitgehend erhaltene spätromanisch/frühgotische Chorturmkirche | Obhausen            | Obhausen          | weitere Bilder | 51° 23′ 44″ N, 11° 39′ 21″ O |
| St. Petri und Pauli (Alberstedt)                             | Westturm um 1260/70d, Schiff vermutlich gleichzeitig, 1508 vierseitiger Chorschluss. Nach 1990 Verfall, Instandsetzung bis 2010                                                             | Farnstädt           | Alberstedt        | weitere Bilder | 51° 26′ 46″ N, 11° 37′ 30″ O |
| St. Petrus (Osmünde)                                         | Schiff um 1200, spätgotischer Westquerturm (1986 eingestürzt) als Ruine erhalten, nach 1989 Instandsetzung                                                                                  | Kabelsketal         | Osmünde           | weitere Bilder | 51° 26′ 47″ N, 12° 6′ 57″ O  |
| St. Petrus und Paulus (Oberschmon)                           | Um 1400 erwähnt, 1831/32 Turm und Kirche umgestaltet, 1981 renoviert | Querfurt            | Oberschmon        | weitere Bilder | 51° 20′ 43″ N, 11° 32′ 31″ O |
| St. Philippus und Jacobus (Burgliebenau)                     | 1731 als Rechtecksaal mit geradem Chorschluss neu erbaut, gleichzeitige Ausstattung | Schkopau            | Burgliebenau      | weitere Bilder | 51° 23′ 41″ N, 12° 2′ 20″ O  |
| St. Salvator (Querfurt)                                      | Katholische Kirche in Querfurt, 1909/10 als gotisierende Saalkirche mit polygonaler Apsis neu erbaut                                                                                        | Querfurt            | Querfurt          | weitere Bilder | 51° 23′ 5″ N, 11° 36′ 9″ O   |
| St. Simon et Judae (Eismannsdorf)                            | Romanische Saalkirche mit Westquerturm um 1200, gefährdet | Landsberg           | Eismannsdorf      | weitere Bilder | 51° 34′ 1″ N, 12° 5′ 37″ O   |
| St. Sixti (Merseburg)                                        | Als Torso erhaltene, unvollendete spätgotische Kirche, Turm 1888/89 zum Wasserturm umgestaltet                                                                                              | Merseburg           | Merseburg         | weitere Bilder | 51° 21′ 7″ N, 11° 59′ 48″ O  |
| St. Stephanus (Fienstedt)                                    | Westturm von ca. 1500, 1662–63 nach Dreißigjährigem Krieg erneuert, nach 1970 in Verfall, ab 1990 gesichert                                                                                 | Salzatal            | Fienstedt         | weitere Bilder | 51° 33′ 10″ N, 11° 47′ 17″ O |
| St. Sylvester (Unterfarnstädt)                               | Neubau im Stil der Tudorgotik 1840/44, nach 1980 in Verfall, seit 2019 gesichert | Farnstädt           | Unterfarnstädt    | weitere Bilder | 51° 25′ 42″ N, 11° 35′ 19″ O |
| St. Thomas (Blösien)                                         | Romanische Chorturmkirche mit gotischem Chor anstelle der Apsis. Orgel 1855 von Friedrich Ladegast.                                                                                         | Merseburg           | Blösien           | weitere Bilder | 51° 19′ 56″ N, 11° 55′ 17″ O |
| St. Trinitatis (Steuden)                                     | Einschiffiger Saalbau in Bruchstein, um 1500 Chorschluss, 1741 erneuert, 1998 saniert | Teutschenthal       | Steuden           | weitere Bilder | 51° 25′ 16″ N, 11° 46′ 11″ O |
| St. Ulrich (Merseburg)                                       | Katholische Kirche, 1958/59 erbaut, 2016 profaniert | Merseburg           | Merseburg         | weitere Bilder | 51° 20′ 5″ N, 11° 58′ 55″ O  |
| St. Ursula (Leiha)                                           | Romanische Chorturmkirche (um 1200), Westportal 18. Jahrhundert, Ausstattung aus der Zeit um 1760, Orgel von 1770.                                                                          | Braunsbedra         | Leiha             | weitere Bilder | 51° 15′ 49″ N, 11° 52′ 30″ O |
| St. Ursula (Niemberg)                                        | 1862/63 Neubau nach Plänen von Stüler im Rundbogenstil | Landsberg           | Niemberg          | weitere Bilder | 51° 32′ 58″ N, 12° 5′ 22″ O  |
| St. Viti (Teutschenthal)                                     | Im Kern romanisch, nach Schäden im Dreißigjährigen Krieg renoviert, Schiff um 1749 barock erweitert                                                                                         | Teutschenthal       | Teutschenthal     | weitere Bilder | 51° 27′ 13″ N, 11° 48′ 49″ O |
| St. Viti (Merseburg)                                         | Romanischer Westturm 13. Jh., barockes Schiff, gleichzeitig Innenausstattung | Merseburg           | Merseburg         | weitere Bilder | 51° 21′ 52″ N, 11° 59′ 51″ O |
| St. Vitus (Döllnitz)                                         | Saalbau mit dreiseitigem Ostschluss, Westturm mit Haube 1713 | Schkopau            | Döllnitz          | weitere Bilder | 51° 24′ 25″ N, 12° 1′ 41″ O  |
| St. Wenzel (Barnstädt)                                       | Im Kern spätgotisch, 1748 durchgreifend umgebaut, barocker Orgelprospekt | Barnstädt           | Barnstädt         | weitere Bilder | 51° 20′ 44″ N, 11° 38′ 44″ O |
| St. Wenzel (Nauendorf)                                       | Einschiffiger, im Kern spätromanischer Bruchsteinbau, Turm um 1200, Kirchenschiff 1906 neu gebaut                                                                                           | Wettin-Löbejün      | Nauendorf         | weitere Bilder | 51° 36′ 1″ N, 11° 53′ 13″ O  |
| St. Wenzel (Niedereichstädt)                                 | Kirchengebäude in Mücheln: Romanischer Turm, gotischer Chor | Mücheln             | Niedereichstädt   | weitere Bilder | 51° 20′ 45″ N, 11° 44′ 59″ O |
| St. Wenzel (Peißen)                                          | Um 1200 Kirchenschiff an älterem romanischem Rundturm erbaut, nach Schäden im Dreißigjährigen Krieg erneuert                                                                                | Landsberg           | Peißen            | weitere Bilder | 51° 30′ 8″ N, 12° 3′ 27″ O   |
| St. Wenzel (Zöschen)                                         | Im Kern romanische Chorturmkirche, Schiff 1754/57 barock erneuert. | Leuna               | Zöschen           | weitere Bilder | 51° 21′ 34″ N, 12° 6′ 59″ O  |
| St.-Michaelis-Kirche (Weßmar)                                | Kirchengebäude in Weßmar, im Kern spätgotisch, barock erneuert | Schkopau            | Weßmar            | weitere Bilder | 51° 23′ 33″ N, 12° 6′ 31″ O  |
| Stadtkirche Bad Lauchstädt                                   | Neubau als Saalkirche mit Turm 1684/85 unter Einbeziehung von Teilen des Vorgängerbauwerks                                                                                                  | Bad Lauchstädt      | Bad Lauchstädt    | weitere Bilder | 51° 23′ 15″ N, 11° 51′ 57″ O |
| Stiftskirche Petersberg                                      | Kirche des Chorherrenstifts Petersberg (1124), romanische Pfeilerbasilika, zwischen 1141/51 geweiht                                                                                         | Petersberg          | Petersberg        | weitere Bilder | 51° 35′ 47″ N, 11° 57′ 13″ O |
| Unser Lieben Frauen (Räther)                                 | Saalkirche mit Westquerturm, 1866 im Rundbogenstil umgebaut | Salzatal            | Räther            | weitere Bilder | 51° 31′ 19″ N, 11° 43′ 56″ O |
| Merseburger Dom                                              | Romanischer Neubau 1042, spätgotische Überformung 1510/17, reiche, wertvolle Ausstattung, Ladegast-Orgel                                                                                    | Merseburg           | Merseburg         | weitere Bilder | 51° 21′ 31″ N, 12° 0′ 4″ O   |

## Klöster
| Artikel                                                     | Beschreibung                                           | Gemeinde   | Ort                   | Bild           | Koordinaten                  |
| ----------------------------------------------------------- | ------------------------------------------------------ | ---------- | --------------------- | -------------- | ---------------------------- |
| Augustinerchorherrenstift Petersberg (früher Lauterberg)    | Augustinerchorherrenstift, frühe Grablege der Wettiner | Petersberg | Petersberg            | weitere Bilder | 51° 35′ 47″ N, 11° 57′ 13″ O |
| Benediktinerkloster St. Peter und Paul, Altenburg/Merseburg | Benediktinerkloster                                    | Merseburg  | Altenburg (Merseburg) | weitere Bilder | 51° 21′ 52″ N, 11° 59′ 55″ O |
| Domstift Merseburg                                          | Kloster in Deutschland                                 | Merseburg  | Merseburg             | weitere Bilder | 51° 21′ 31″ N, 12° 0′ 4″ O   |

## Begräbnisstätten
| Artikel                              | Beschreibung | Gemeinde         | Ort            | Bild           | Koordinaten                      |
| ------------------------------------ | --- | ---------------- | -------------- | -------------- | -------------------------------- |
| Friedhof Bad Lauchstädt              | Ursprung 15. Jahrhundert, erweitert 1601, Errichtung der Kapelle 1876                                                         | Bad Lauchstädt   | Bad Lauchstädt | weitere Bilder | 51° 23′ 22,4″ N, 11° 52′ 6″ O    |
| Friedhof (Löbejün)                   | Angelegt 1546/53, Errichtung der Friedhofskapelle 2. H. 19. Jh.                                                               | Wettin-Löbejün   | Löbejün        | weitere Bilder | 51° 38′ 5,7″ N, 11° 54′ 16,5″ O  |
| Stadtfriedhof St. Maximi (Merseburg) | Angelegt 1581, mehrfach vergrößert, 1971 geschlossen. Zahlreiche historische Grabdenkmäler der Barockzeit erhalten            | Merseburg        | Merseburg      | weitere Bilder | 51° 21′ 1,4″ N, 11° 59′ 48,3″ O  |
| Stadtpark Mücheln                    | Ehemaliger Friedhof, zum Stadtpark umgestaltet. Mehrere Denkmale erinnern an die Gefallenen der Kriege 1813, 1870/71, 1914/18 | Mücheln          | Mücheln        | weitere Bilder | 51° 18′ 5″ N, 11° 48′ 23,2″ O    |
| Friedhof (Querfurt)                  | Angelegt 1572, mit Friedhofskirche, Denkmal für die Brandjungfer und die Gefallenen des Zweiten Weltkriegs                    | Querfurt         | Querfurt       | weitere Bilder | 51° 22′ 53,7″ N, 11° 35′ 47,6″ O |
| Friedhof Trebitz                     | Mit Grabmälern der Gutsbesitzerfamilie Heintze und einer kleinen Feierhalle                                                   | Bad Schmiedeberg | Trebitz        | weitere Bilder | 51° 35′ 6,1″ N, 11° 55′ 13″ O    |

- Siehe auch: Großsteingräber im Saalekreis

∑ 245 Einträge